# Patrullera Shaldag
La patrullera Shaldag (en hebreo: שלדג‎, Kingfisher), clase Shaldag,  es un buque patrullero del tipo lancha rápida de ataque desarrollada para la Armada israelí y puesta en servicio en 1989. Desde entonces ha estado en activo en marinas de guerra de diversos países.
Diseñada para tareas de seguridad donde se requieren altas velocidades de intercepción, como la intervención en acciones antiterroristas o contra el contrabando. Sus características principales son su alta velocidad en mares agitados, con buen comportamiento y excelente maniobrabilidad, buena respuesta ante los golpes de mar, cubiertas secas a todas las velocidades y una disposición interna muy espaciosa y accesible.

## Historia
La patrullera Shaldag fue diseñada por Israel Shipyards por encargo de la Armada Israelí que necesitaba una lancha patrullera rápida para proteger las aguas israelíes de amenazas terroristas.

### Diseño y desarrollo
El casco, la cubierta y el puente son de aleación de aluminio marino soldado, con cuadernas transversales y longitudinales. Los tanques integrales de doble fondo contienen combustible con un tanque de combustible adicional por gravedad en el centro. El casco está dividido en seis compartimentos estancos que cumplen estrictos criterios internacionales de estabilidad en caso de daños por inundaciones. 

### Armamento
Los buques están armados con una Typhoon Weapon Station, montando un M242 Bushmaster y sistemas electroópticos. Están equipados con anillos de cubierta de proa y de popa para un cañón Oerlikon de 20 mm y un soporte de cañón único. Hay espitas para ametralladoras de 12,7 mm a ambos lados de la cubierta principal. El barco puede albergar los nuevos sistemas de armas más avanzados, como el soporte de cañón estabilizado de disparo rápido, controlado remotamente por un sistema de visión nocturna. 
Las variantes Shaldag Mark II están equipadas con misiles superficie-superficie Spike ER.

## Operadores

### Operadores militares
- Guinea Ecuatorial: Operado por la Armada de Guinea Ecuatorial.[4]
- Israel: Operado por la Armada israelí.[5]
- Nigeria: Operado por la Armada de Nigeria.[6]
- Filipinas: Operado por la Armada de Filipinas.[7] Conocida localmente como la Clase Nestor Acero.[8]
- Senegal: Comprado para la Armada senegalesa.[9]
- Sri Lanka: 7 utilizados por la Armada de Sri Lanka.[10]

### Usuarios gubernamentales
- Argentina: Utilizado por la Prefectura Naval Argentina.[11] 4 Shaldag Mk II.[5]
- Azerbaiyán: Comprado para el Servicio Estatal de Fronteras.[12]
- Chipre: Utilizado por la Policía Marina y Portuaria de Chipre.[13]
- Rumania: Tres Shaldag Mk IV con la Policía Fronteriza Rumana.[5]

### Similares
- Clase Cyclone